# Hex Hector
Pour les articles homonymes, voir Hector (homonymie).
 (mai 2024).
La mise en forme du texte ne suit pas les recommandations de Wikipédia : il faut le « wikifier ».
Les points d'amélioration suivants sont les cas les plus fréquents. Le détail des points à revoir est peut-être précisé sur la page de discussion.
- Les titres sont pré-formatés par le logiciel. Ils ne sont ni en capitales, ni en gras.
- Le texte ne doit pas être écrit en capitales (les noms de famille non plus), ni en gras, ni en italique, ni en « petit »…
- Le gras n'est utilisé que pour surligner le titre de l'article dans l'introduction, une seule fois.
- L'italique est rarement utilisé : mots en langue étrangère, titres d'œuvres, noms de bateaux, etc.
- Les citations ne sont pas en italique mais en corps de texte normal. Elles sont entourées par des guillemets français : « et ».
- Les listes à puces sont à éviter, des paragraphes rédigés étant largement préférés. Les tableaux sont à réserver à la présentation de données structurées (résultats, etc.).
- Les appels de note de bas de page (petits chiffres en exposant, introduits par l'outil «  Source ») sont à placer entre la fin de phrase et le point final[comme ça].
- Les liens internes (vers d'autres articles de Wikipédia) sont à choisir avec parcimonie. Créez des liens vers des articles approfondissant le sujet. Les termes génériques sans rapport avec le sujet sont à éviter, ainsi que les répétitions de liens vers un même terme.
- Les liens externes sont à placer uniquement dans une section « Liens externes », à la fin de l'article. Ces liens sont à choisir avec parcimonie suivant les règles définies. Si un lien sert de source à l'article, son insertion dans le texte est à faire par les notes de bas de page.
- La présentation des références doit suivre les conventions bibliographiques. Il est recommandé d'utiliser les modèles {{Ouvrage}}, {{Chapitre}}, {{Article}}, {{Lien web}} et/ou {{Bibliographie}}. Le mode d'édition visuel peut mettre en forme automatiquement les références.
- Insérer une infobox (cadre d'informations à droite) n'est pas obligatoire pour parachever la mise en page.

Pour une aide détaillée, merci de consulter Aide:Wikification.
Si vous pensez que ces points ont été résolus, vous pouvez retirer ce bandeau et améliorer la mise en forme d'un autre article.
 (mai 2024).
Si vous disposez d'ouvrages ou d'articles de référence ou si vous connaissez des sites web de qualité traitant du thème abordé ici, merci de compléter l'article en donnant les références utiles à sa vérifiabilité et en les liant à la section « Notes et références ».
Hex Hector, né le 15 avril 1965, est un disc-jockey, et producteur américain. Il est essentiellement connu pour avoir remixé les chansons de : Scatman, Toni Braxton, Hanson, George Michael, Whitney Houston, Jennifer Paige, Donna Summer, Sting, Jennifer Lopez, Shakira, Ricky Martin, Mary J. Blige, Tina Turner, Anastacia, Mandy Moore, Britney Spears, Faith Hill, Lara Fabian, Anggun, Melanie C, Madonna, Janet Jackson, Jessica Simpson, LeAnn Rimes, Christina Milian, Thalía, Mariah Carey, Beenie Man, Celine Dion, Geri Halliwell, Kelly Rowland, Lindsay Lohan, et Christina Aguilera.
Il remporte un Grammy award dans la catégorie du meilleur remixeur en 2001.

## Biographie
Hector est né à  Manhattan, New York, d'un mère portoricaine et d'un père cubain, et grandit à  Washington. Il commence sa carrière de disc-jockey à l'âge de 14 ans, dans un petit groupe nommé Little Man Crew. Il commence la production de remixes avec un ami, Robert Clivillés, qui aide Hector à l'installer sur le devant de la scène musicale.

## Carrière
L'un de ses premiers succès en tant que remixeur fut : Un-Break My Heart de Toni Braxton, qu'il remixe avec Soul Solution, qui obtient un grand succès en devenant l'un des plus grands tubes dance et remix de l'année 1996. En 1997, il remixe le tube planétaire MMMBop du groupe Hanson et Things Just Ain't The Same de Deborah Cox. En 1998, il intervient sur les singles : A Rose Still A Rose d'Aretha Franklin, Oye et Don't Let This Moment End de Gloria Estefan, Outside de George Michael et Nobody's Supposed to Be Here de Deborah Cox. Ce dernier, étant un énorme succès, permet à Hex Hector de se faire un nom dans la musique dance.
Il remixe en 1999 les titres : Heartbreaker Hotel de Whitney Houston en featuring Kelly Price et Faith Evans, Always You de Jennifer Paige, Waiting for Tonight de Jennifer Lopez, qui, étant un succès, permettra à Hex Hector d'être nommé  aux Grammy Awards dans la catégorie Best Dance Recording en 2000, Music of My Heart de Gloria Estefan et NSYNC, Candy de Mandy Moore et Always You de Jennifer Paige.
Il s'investit ensuite en 2000 à la production des remixes : I'm Outta Love d'Anastacia, Love Don't Cost a Thing de Jennifer Lopez, Music de Madonna, Doesn't Really Matter' de Janet Jackson et I Turn To You de Melanie C, qui a été no 1 au Hot Dance Club play aux États-Unis, permet à Hex Hector de lui faire gagner le prix du Remixeur De L'Année aux Grammy Awards.
En 2001, il remixe notamment Don't Let Me Be the Last to Know de Britney Spears, AM To Pm de Christina Milian, Irresistible de Jessica Simpson, Maybe de Toni Braxton, In My Pocket de Mandy Moore et Satisfed de Rhona Bennett.
Il produit en 2002, les remixes club de : Through the Rain de Mariah Carey, Up & Down de Deborah Cox, et I Drove All Night de Céline Dion.
En 2003, il remixe Me Against the Music de Britney Spears et Madonna.
Il prend part, en 2004, à la version club remix de Ride It de Geri Halliwell.
Kelly Rowland fait appel à lui pour remixer, en 2008, son titre Daylight.

## Discographie

### Productions originale
| Artiste                           | Chanson                             | Label                                         | Date |
| --------------------------------- | ----------------------------------- | --------------------------------------------- | ---- |
| Rob Rob's Club World              | I Live                              | Columbia Records                              | 1996 |
| Reina                             | Find Another Woman                  | Robbins Entertainment                         | 1998 |
| Reina                             | Anything For Love                   | Robbins Entertainment                         | 1999 |
| Donna Summer                      | I Will Go with You (Con Te Partiro) | Epic Records                                  | 1999 |
| System 3                          | The Only Way Is Up                  | Columbia                                      | 1999 |
| Rockell                           | Instant Pleasure                    | Robbins Entertainment                         | 2000 |
| Rockell                           | The Dance                           | Robbins Entertainment                         | 2000 |
| Aubrey                            | Stand Still                         | Groovilicious                                 | 2001 |
| Aubrey                            | Willing and Able                    | Dee Vee Music                                 | 2002 |
| Paulina Rubio                     | Fire (Sexy Dance)                   | World Deep Music - Sony ATV Publishing, (BMI) | 2002 |
| Hex Hector (featuring Jennifer C) | Deliverance                         | GCP                                           | 2005 |
| Hex Hector (featuring Jennifer C) | Open Your Heart                     | GCP                                           | 2005 |

### Remixographie
| Artiste                                                     | Chanson                                             | Label                                                   | Date |
| ----------------------------------------------------------- | --------------------------------------------------- | ------------------------------------------------------- | ---- |
| Lisa Lisa and Cult Jam                                      | "Something ’Bout Love"                              | Columbia/SME                                            | 1992 |
| Donna De Lory                                               | "Just a Dream"                                      | MCA                                                     | 1992 |
| Suzanne Vega                                                | "Blood Makes Noise"                                 | A&M/PolyGram                                            | 1992 |
| Dina Carroll                                                | "Special Kind Of Love"                              | A&M/PolyGram                                            | 1992 |
| George Lamond                                               | "It's Always You"                                   | Tommy Boy/Warner Bros.                                  | 1994 |
| Patti Labelle                                               | "The Right Kind of Lover"                           | MCA                                                     | 1994 |
| Patti Austin                                                | "Reach"                                             | MCA                                                     | 1994 |
| MCJ (featuring Davina)                                      | "I'm Ready"                                         | TRIBAL America/IRS/EMI                                  | 1994 |
| Cynthia                                                     | "How I Love Him"                                    | Tommy Boy/Warner Bros.                                  | 1994 |
| Donna Allen                                                 | "Love is the Thing"                                 | Epic/SME                                                | 1994 |
| Soul Solution                                               | "Love, Peace & Happiness"                           | FFRR/PolyGram                                           | 1995 |
| Soul Solution                                               | "Find A Way"                                        | FFRR/PolyGram                                           | 1995 |
| Joi Cardwell                                                | "Jump For Joi"                                      | Eightball                                               | 1995 |
| Manhattan Progression                                       | "Pray"                                              | Groove On                                               | 1995 |
| Hex Hector presents The Resolution                          | "I Want You All Over Me (The Power and the Notion") | Strictly Rhythm                                         | 1995 |
| Scatman John                                                | "Scatman"                                           | RCA/BMG                                                 | 1995 |
| Whigfield                                                   | "Saturday Night"                                    | Curb/Atlantic                                           | 1995 |
| Portrait                                                    | "I Can Call You Baby"                               | Capitol/EMI                                             | 1995 |
| Hex Hector Presents Ground Control                          | "The Future"                                        | Emotive                                                 | 1995 |
| Gladys Knight                                               | "Next Time"                                         | MCA                                                     | 1995 |
| Julio Iglesias                                              | "El Choclo"                                         | Sony Discos/SME                                         | 1996 |
| Proyecto Uno                                                | "Pumpin'"                                           | Hola/Island/PolyGram                                    | 1996 |
| Pulse (featuring Antoinette Robeson)                        | "The Lover That You Are"                            | Jellybean                                               | 1996 |
| Pulse                                                       | "Wont Give Up My Music"                             | Jellybean                                               | 1996 |
| Toni Braxton                                                | "Un-Break My Heart"                                 | LaFace/Arista/BMG                                       | 1996 |
| Robi Rob's Club World Feat. Jay Williams                    | "I Live"                                            | Columbia/SME                                            | 1996 |
| Robi Rob's Club World (featuring Ya Kid K)                  | "Shake That Body"                                   | Columbia/SME                                            | 1996 |
| Robi Rob's Club World Club World (featuring Deborah Cooper) | "Reach"                                             | Columbia/SME                                            | 1996 |
| Pulse (featuring Antoinette Robeson)                        | "Yum Yum"                                           | Jellybean Records                                       | 1997 |
| Veronica                                                    | "No One But You"                                    | Hola/Island/PolyGram                                    | 1997 |
| Dru Hill                                                    | "Never Make a Promise"                              | Island/PolyGram                                         | 1997 |
| Serial Diva                                                 | "Keep Hope Alive"                                   | Ministry of Sound                                       | 1997 |
| Crystal Waters                                              | "Just a Freak"                                      | Mercury/PolyGram                                        | 1997 |
| Hanson                                                      | "Mmm Bop"                                           | Mercury/PolyGram                                        | 1997 |
| Deborah Cox                                                 | "Things Just Ain't The Same"                        | Arista/BMG                                              | 1997 |
| Aretha Franklin                                             | "Here We Go Again"                                  | Arista/BMG                                              | 1997 |
| Patti LaBelle                                               | "When You Talk About Love"                          | MCA                                                     | 1997 |
| Ali                                                         | "Love Letters"                                      | Jellybean Records                                       | 1997 |
| Pulse                                                       | "Shadows of the Past"                               | Island/PolyGram                                         | 1997 |
| Baha Men                                                    | "That's The Way I Get Down"                         | Mercury/PolyGram                                        | 1997 |
| Proyecto Uno                                                | "Latinos"                                           | Hola/Island/PolyGram                                    | 1997 |
| Kimara Lovelace                                             | "Circles"                                           | King Street                                             | 1997 |
| Veronica                                                    | "Rise"                                              | Hola/Island/PolyGram                                    | 1997 |
| Los Ilegales                                                | "Sueño Contigo"                                     | BMG Latin                                               | 1997 |
| Joi Cardwell                                                | "Soul To Bare"                                      | DMC                                                     | 1997 |
| Yvette Michelle                                             | "DJ Keep Playing"                                   | BMG                                                     | 1997 |
| Allure                                                      | "All Cried Out"                                     | Crave/SME                                               | 1997 |
| Cristian Castro                                             | "Si Tú Me Amaras"                                   | BMG Latin                                               | 1997 |
| Pulse (featuring Antoinette Robeson)                        | "Music Takes You"                                   | Jellybean Records                                       | 1998 |
| Reign                                                       | "Tu Pun Pun"                                        | Hola/Island/PolyGram                                    | 1998 |
| Louise                                                      | "All That Matters"                                  | EMI                                                     | 1998 |
| Diana Ross                                                  | "I Will Survive"                                    | Motown/PolyGram                                         | 1998 |
| Ralph Anthony                                               | "Oye Mi Gente"                                      | BMG Latin                                               | 1998 |
| Lisa Stansfield                                             | "I'm Leaving"                                       | Arista/BMG                                              | 1998 |
| La Bouche                                                   | "You Won't Forget Me"                               | RCA/BMG                                                 | 1998 |
| Aretha Franklin                                             | "A Rose Is Still A Rose"                            | Arista/BMG                                              | 1998 |
| N'Dea Davenport                                             | "Bring It On"                                       | V2/BMG                                                  | 1997 |
| Alex Braydon                                                | "Love Is Everywhere"                                | Mercury/PolyGram                                        | 1998 |
| Tamia                                                       | "Imagination"                                       | Qwest/Warner Bros.                                      | 1998 |
| Ceybil Jeffries                                             | "My Dream"                                          | Malawi Rocks                                            | 1998 |
| Club 69 (featuring Suzanne Palmer)                          | "Alright"                                           | TWISTED America/MCA                                     | 1998 |
| Janita                                                      | "Getting Over"                                      | 550 Music/Epic/SME                                      | 1998 |
| Dee Dee Brave                                               | "Work It Out"                                       | King Street                                             | 1998 |
| Stars on 54 (Amber, Jocelyn Enriquez and Ultra Naté)        | "If You Could Read My Mind"                         | Tommy Boy/Warner Bros.                                  | 1998 |
| Ruben Martinez                                              | "Visions Of Oia"                                    | DR Productions                                          | 1998 |
| Gloria Estefan                                              | "Oye"                                               | Epic/SME                                                | 1998 |
| Deborah Cox                                                 | "Nobody's Supposed to Be Here"                      | Arista/BMG                                              | 1998 |
| Degiacomo                                                   | "Theme From Love"                                   | Whirling                                                | 1998 |
| Reina                                                       | "Find Another Woman"                                | Groovalicious/Strictly Rhythm                           | 1998 |
| Queen Latifah                                               | "Paper"                                             | Motown/PolyGram                                         | 1998 |
| Lorena Martinez                                             | Ritmo de la Noche                                   | BAB Media                                               | 1998 |
| Gloria Estefan                                              | "Don't Let This Moment End"                         | Epic/SME                                                | 1998 |
| Kim English                                                 | "Bumpin' and Jumpin'"                               | Nervous                                                 | 1998 |
| Sabrina Johnston                                            | "Yum Yum"                                           | Starbound                                               | 1998 |
| George Michael                                              | "Outside"                                           | Epic/SME                                                | 1998 |
| GTS(featuring Melodie Sexton)                               | "Brand New World"                                   | King Street                                             | 1998 |
| 98 Degrees                                                  | "Because Of You"                                    | Universal/MCA                                           | 1998 |
| Regina Belle                                                | "I've Had Enough"                                   | MCA                                                     | 1999 |
| All-4-One                                                   | "Keep It Goin' On"                                  | Blitzz/Atlantic                                         | 1999 |
| Shanice                                                     | "When I Close My Eyes"                              | LaFace/Arista/BMG                                       | 1999 |
| Savage Garden                                               | "The Animal Song"                                   | Columbia/SME                                            | 1999 |
| Richie                                                      | "Magic"                                             | Future Genenis                                          | 1999 |
| Whitney Houston (featuring Faith Evans and Kelly Price)     | "Heartbreak Hotel"                                  | Arista/BMG                                              | 1999 |
| Shae Jones                                                  | "Bad Boy"                                           | Universal                                               | 1999 |
| Deborah Cox                                                 | "It's Over Now"                                     | Arista/BMG                                              | 1999 |
| Bonnie Forman                                               | "Believe in Me"                                     | Future Genesis                                          | 1999 |
| Martha Wash                                                 | "Come"                                              | Logic/BMG                                               | 1999 |
| Jennifer Paige                                              | "Always You"                                        | Hollywood/Universal                                     | 1999 |
| Donna Summer                                                | "Love On & On"                                      | Epic/SME                                                | 1999 |
| Donna Summer                                                | "I Will Go With You"                                | Epic/SME                                                | 1999 |
| Whitney Houston                                             | "I Will Always Love You"                            | Arista/BMG                                              | 1999 |
| Chante Moore                                                | "Chante's Got A Man"                                | MCA/Universal                                           | 1999 |
| Reina                                                       | "Anything For Love"                                 | Groovalicious/Strictly Rhythm                           | 1999 |
| Billie                                                      | "Honey to the Bee"                                  | Virgin/EMI                                              | 1999 |
| Sting                                                       | "Brand New Day"                                     | A&M/Interscope/Universal                                | 1999 |
| Jennifer Lopez                                              | "Waiting for Tonight"                               | Work/SME                                                | 1999 |
| Luis Miguel                                                 | "Te Propongo Esta Noche"                            | Warner Latina                                           | 1999 |
| Terry Dexter                                                | "Better Than Me"                                    | Warner Bros.                                            | 1999 |
| Shakira                                                     | "Eyes Like Yours"                                   | Sony Discos/SME                                         | 1999 |
| Ricky Martin                                                | "She's All I Ever Had"                              | C2/Columbia/SME                                         | 1999 |
| Dawn Tallman                                                | "Wake Up"                                           | Nervous                                                 | 1999 |
| Misia                                                       | "Unforgettable Days"                                | BMG Funhouse                                            | 1999 |
| Rashaan Patterson                                           | "Treat Her Like a Queen"                            | MCA/Universal                                           | 1999 |
| Diana Ross                                                  | "Until We Meet Again"                               | Motown/Universal                                        | 1999 |
| NSync and Gloria Estefan                                    | "Music In My Heart"                                 | Epic/SME                                                | 1999 |
| Imajuku                                                     | "Feel Like Makin' Love"                             | SME Japan                                               | 1999 |
| Mary J. Blige                                               | "Deep Inside"                                       | MCA/Universal                                           | 1999 |
| No Mercy                                                    | "I Have Always Loved You"                           | Arista/BMG                                              | 1999 |
| Tina Turner                                                 | "When the Heartache Is Over"                        | Virgin/EMI                                              | 1999 |
| Coco Lee                                                    | "Do You Want My Love"                               | 550 Music/Epic/SME                                      | 1999 |
| System 3                                                    | "The Only Way Is Up"                                | Columbia/SME                                            | 1999 |
| Kristine W                                                  | "Stand in Love"                                     | RCA/BMG                                                 | 2000 |
| Shannon                                                     | "Give Me Tonight"                                   | Contagious                                              | 2000 |
| Tamar Braxton                                               | "If You Don't Want to Love Me"                      | DreamWorks/Interscope/Universal                         | 2000 |
| Anastacia                                                   | "Not That Kind"                                     | Epic/SME                                                | 2000 |
| Everything but the Girl                                     | "Temperamental"                                     | Atlantic                                                | 2000 |
| Tracie Spencer                                              | "Still In My Heart"                                 | Capitol/EMI                                             | 2000 |
| Patti LaBelle                                               | "Time Will"                                         | MCA/Universal                                           | 2000 |
| Mandy Moore                                                 | "Candy"                                             | Epic/SME                                                | 2000 |
| Whitney Houston                                             | "I Learned from the Best"                           | Arista/BMG                                              | 2000 |
| Rockell                                                     | "The Dance"                                         | Robbins/BMG                                             | 2000 |
| Rockell                                                     | "Instant Pleasure"                                  | Robbins/BMG                                             | 2000 |
| Jennifer Lopez                                              | "Feelin' So Good"                                   | 550 Music/Epic/SME                                      | 2000 |
| Faith Hill                                                  | "Breathe"                                           | Warner Bros.                                            | 2000 |
| R Angels                                                    | "I Need to Know"                                    | Motown/Universal                                        | 2000 |
| Anastacia                                                   | "I'm Outta Love"                                    | Epic/SME                                                | 2000 |
| Melanie C                                                   | "I Turn to You"                                     | Virgin/EMI                                              | 2000 |
| Innosense                                                   | "Say No More"                                       | RCA/BMG                                                 | 2000 |
| Lucious Jackson                                             | "Nervous Breakthrough"                              | Capitol/EMI                                             | 2000 |
| Lara Fabian                                                 | "I Will Love Again"                                 | Epic/SME                                                | 2000 |
| Mikalia                                                     | "So In Love WithYou"                                | Island/IDJMG/Universal                                  | 2000 |
| NSync                                                       | "This I Promise You"                                | Jive/BMG                                                | 2000 |
| Veronica                                                    | "I'm In Love"                                       | Jellybean                                               | 2000 |
| Madonna                                                     | "Music"                                             | Maverick/Warner Bros.                                   | 2000 |
| Janet Jackson                                               | "Doesn't Really Matter"                             | Virgin/EMI                                              | 2000 |
| Kina                                                        | "Girl from the Gutter"                              | DreamWorks/Interscope/Universal                         | 2000 |
| 1 Plus 1                                                    | "Cherry Bomb"                                       | Elektra                                                 | 2000 |
| Lara Fabian                                                 | "I Am Who I Am"                                     | Epic/SME                                                | 2000 |
| 98 Degrees                                                  | "Give Me Just One Night (Una Noche)"                | Motown/Universal                                        | 2000 |
| Toni Braxton                                                | "Spanish Guitar"                                    | Arista/BMG                                              | 2000 |
| Soul Decision                                               | "Faded"                                             | MCA/Universal                                           | 2000 |
| Da Buzz                                                     | "Let Me Love You"                                   | Edel                                                    | 2000 |
| Ricky Martin                                                | "She Bangs"                                         | C2/Columbia/SME                                         | 2000 |
| Kevin Aviance                                               | "Dance For Love"                                    | Wave                                                    | 2000 |
| Natalie Cole                                                | "Livin' For Love"                                   | MCA/Universal                                           | 2000 |
| Enrique Iglesias                                            | "Sad Eyes"                                          | Interscope/Universal                                    | 2000 |
| Amanda Ghost                                                | "Idol"                                              | Warner Bros.                                            | 2000 |
| TRF                                                         | "Close To The End"                                  | Avex Trax                                               | 2000 |
| Misia                                                       | "Everything"                                        | BMG Funhouse                                            | 2000 |
| Kristine W                                                  | "Lovin' You"                                        | RCA/BMG                                                 | 2000 |
| Tamia                                                       | "Stranger In My House"                              | Elektra                                                 | 2000 |
| Celeste Prince                                              | "Inside Your Secret"                                | Java                                                    | 2000 |
| Jennifer Lopez                                              | "Love Don't Cost a Thing"                           | Epic/SME                                                | 2000 |
| Rona Benett                                                 | "Satisfied"                                         | Epic/SME                                                | 2001 |
| O-Town                                                      | "Liquid Dreams"                                     | J/Arista/BMG                                            | 2001 |
| Pink                                                        | "You Make Me Sick"                                  | Arista/BMG                                              | 2001 |
| Dream                                                       | "He Love U Not"                                     | Bad Boy/Arista/BMG                                      | 2001 |
| Kim Sozzi                                                   | "Feelin' Me"                                        | BAB/Edel                                                | 2001 |
| i5                                                          | "Distracted"                                        | Giant/Reprise/Warner Bros.                              | 2001 |
| Ayumi Hamasaki                                              | "Seasons"                                           | Avex Trax                                               | 2001 |
| Britney Spears                                              | "Don't Let me Be The Last To Know"                  | Jive/BMG                                                | 2001 |
| Ayumi Hamasaki                                              | "Boys & Girls"                                      | Avex Trax                                               | 2001 |
| Anggun                                                      | "Chrysalis"                                         | Columbia/SME                                            | 2001 |
| Ishtar                                                      | "My Desire"                                         | Columbia/SME                                            | 2001 |
| Marcus                                                      | "Pop Music"                                         | J/Arista/BMG                                            | 2001 |
| Ayumi Hamasaki                                              | "Kanariya"                                          | Avex Trax                                               | 2001 |
| Joy Enriquez                                                | "Shake up the Party"                                | LaFace/Arista/BMG                                       | 2001 |
| Toni Braxton                                                | "Maybe"                                             | Arista/BMG                                              | 2001 |
| Kumi Koda                                                   | "Take Back"                                         | Orpheus/Avex Trax                                       | 2001 |
| Janet Jackson                                               | "Someone to Call My Lover"                          | Virgin/EMI                                              | 2001 |
| Mandy Moore                                                 | "In My Pocket"                                      | Epic/SME                                                | 2001 |
| Jessica Simpson                                             | "Irresistible"                                      | Columbia/SME                                            | 2001 |
| O-Town                                                      | "All or Nothing"                                    | J/BMG                                                   | 2001 |
| Ayumi Hamasaki                                              | "Far Away"                                          | Avex Trax                                               | 2001 |
| LeAnn Rimes                                                 | "Soon"                                              | Curb/Atlantic                                           | 2001 |
| Christina Milian                                            | "AM To PM"                                          | Def Soul/IDJMG/Universal                                | 2001 |
| Amber                                                       | "Yes!"                                              | Tommy Boy/Warner Bros.                                  | 2001 |
| Marty Thomas                                                | "Resurrect Me"                                      | West End                                                | 2001 |
| Babyface                                                    | "There She Goes"                                    | LaFace/Arista/BMG                                       | 2001 |
| Deborah Cox                                                 | "Absolutely Not"                                    | J/Arista/BMG                                            | 2001 |
| Mpress                                                      | "Maybe"                                             | Big 3                                                   | 2001 |
| Dream                                                       | "Solve"                                             | Avex Trax                                               | 2001 |
| Ayumi Hamasaki                                              | "Endless Sorrow"                                    | Avex Trax                                               | 2001 |
| Aubrey                                                      | "Stand Still"                                       | Groovalicious/Strictly Rhythm                           | 2001 |
| Miami Sound Machine                                         | "I'm The Only One"                                  | Epic/SME                                                | 2001 |
| Hex Hector                                                  | "Opus"                                              | BMG                                                     | 2001 |
| Kumi Koda                                                   | "Trust Your Love"                                   | Orpheus/Avex Trax                                       | 2001 |
| Kim English                                                 | "Everyday"                                          | Nervous                                                 | 2001 |
| Ken Hirai                                                   | "Kiss of Life"                                      | SME Japan                                               | 2001 |
| Paulina Rubio                                               | "Fire"                                              | Universal                                               | 2002 |
| Angie Stone                                                 | "Wish I Didn't Miss You"                            | J/Arista/BMG                                            | 2002 |
| Misia                                                       | "Neverending History"                               | Avex Trax                                               | 2002 |
| HQ² presents Kim Sozzi                                      | "We Get Together"                                   | Ultra                                                   | 2002 |
| Exile                                                       | "Song for You"                                      | Avex Trax                                               | 2002 |
| BoA                                                         | "Listen to My Heart"                                | Avex Trax                                               | 2002 |
| Sherrie Lea                                                 | "Anyway"                                            | Robbins/BMG                                             | 2002 |
| Thalía                                                      | "Dance Dance (The Mexican)"                         | EMI                                                     | 2002 |
| Anastacia                                                   | "One Day In Your Life"                              | Epic/SME                                                | 2002 |
| Jade Anderson                                               | "Sugar High"                                        | SME                                                     | 2002 |
| Thalía                                                      | "You Spin Me Around"                                | EMI                                                     | 2002 |
| Gloria Gaynor                                               | "I Never Knew"                                      | Logic/BMG                                               | 2002 |
| Mary J. Blige                                               | "He Think I Don't Know"                             | MCA/Universal                                           | 2002 |
| Beenie Man (featuring Janet Jackson)                        | "Feel It, Boy"                                      | Virgin/EMI                                              | 2002 |
| Solu Music (featuring Kimblee)                              | "Fade"                                              | Wave                                                    | 2002 |
| Cooler Kids                                                 | "Punk Debutante"                                    | DreamWorks/Interscope/Universal                         | 2002 |
| Deborah Cox                                                 | "Mr. Lonely"                                        | J/Arista/BMG                                            | 2002 |
| Mariah Carey                                                | "Through the Rain"                                  | Monar C/Island/IDJMG/Universal                          | 2002 |
| Deborah Cox                                                 | "Up & Down"                                         | J/Arista/BMG                                            | 2002 |
| Thalía                                                      | "¿A Quién Le Importa?"                              | EMI                                                     | 2002 |
| Toni Braxton                                                | "Hit The Freeway"                                   | LaFace/Arista/BMG                                       | 2002 |
| Aubrey                                                      | "Willing & Able"                                    |                                                         | 2002 |
| Celine Dion                                                 | "I Drove All Night"                                 | Epic                                                    | 2002 |
| Purple Kitty                                                | "Bang On"                                           | Nervous                                                 | 2003 |
| Ricky Martin                                                | "Relight My Fire"                                   | Columbia/SME                                            | 2003 |
| Sarah Brightman                                             | "Harem"                                             | Angel/EMI                                               | 2003 |
| HQ² (featuring Cy Curnin)                                   | "The Madman"                                        | HQ²                                                     | 2003 |
| Hex Hector (featuring Aymie)                                | "The Light"                                         | 69                                                      | 2003 |
| Widelife                                                    | "All Things"                                        | Capitol/EMI                                             | 2003 |
| Blu Cantrell                                                | "You Make Me Wanna Scream"                          | Arista/BMG                                              | 2003 |
| Kim English                                                 | "C'est La Vie"                                      | Nervous                                                 | 2004 |
| Tamyra Gray                                                 | "Raindrops Will Fall"                               | 19/SBMG                                                 | 2004 |
| Angie Stone                                                 | "I Wanna Thank Ya"                                  | J/RCA/SBMG                                              | 2004 |
| Robi Dräco Rosa                                             | "Crash Push"                                        | SME                                                     | 2004 |
| Hex Hector                                                  | Ageha                                               | Gate                                                    | 2004 |
| Charanga Cakewalk                                           | "La Negrita Celina"                                 | Artemis                                                 | 2004 |
| Geri Halliwell                                              | "Ride It"                                           | Virgin/EMI                                              | 2004 |
| Toni Braxton                                                | "The Greatest Remixes Compilation"                  | BMG                                                     | 2004 |
| Cal Tjader                                                  | "Manbo Mindoro"                                     | Concorde                                                | 2004 |
| Ami Suzuki                                                  | "Hopeful"                                           | Avex Trax                                               | 2005 |
| Alyson                                                      | "Nothing More To Say"                               | PM Media                                                | 2005 |
| Lindsay Lohan                                               | "Speak"                                             | Casablanca/Universal                                    | 2005 |
| Thalía                                                      | "Un Alma Sentenciada"                               | EMI                                                     | 2005 |
| Alyson                                                      | "Take A Good Look"                                  | PM Media                                                | 2006 |
| Shakira                                                     | "Las de la Intuición"                               | Norte/SBMG                                              | 2006 |
| Fey                                                         | "Barco a Venus"                                     | EMI                                                     | 2006 |
| Amber                                                       | "Melt with the Sun"                                 | JCMA                                                    | 2006 |
| Jennifer Lopez                                              | "Fresh Out the Oven"                                | Epic/SME                                                | 2009 |
| Christina Aguilera                                          | "You Lost Me"                                       | RCA/BMG                                                 | 2010 |
| Toni Braxton                                                | "Hands Tied"                                        | Atlantic                                                | 2010 |
| Ayumi Hamasaki                                              | "Fairyland"                                         | Avex Trax                                               | 2011 |
| Sean Ensign                                                 | "Boyfriend"                                         | Sean Ensign                                             | 2012 |
| Amy Grant                                                   | "Say Once More"                                     | Capitol Records, Sparrow Records, Amy Grant Productions | 2014 |